# Episinus bifrons
Episinus bifrons är en spindelart som först beskrevs av Tamerlan Thorell 1895. Episinus bifrons ingår i släktet Episinus och familjen klotspindlar.
Artens utbredningsområde är Myanmar. Inga underarter finns listade i Catalogue of Life.